# Симољдан
Симољдан је хришћански и народни празник који се прославља 16. фебруара (3. фебруара по старом календару).

## Свети Симеон Богопримац
У време цара мисирског Птолемеја Филаделфа изабран је као један од седамдесеторице, којима би поверен посао превођења Библије са јеврејског на грчки језик. Када превођаше пророка Исаију, па дође до пророчанства: „Ево дјева ће затрудњети и родиће сина“, он се збуни, па узе нож да избрише реч „дјева“ и замени је са речју „девојка“, и да тако и преведе на грчки. Али у том тренутку јави се Симеону анђео Божји и задржа га од његове намере, објаснивши му да је пророчанство истинито, и да је тачно записано. И рече му још весник Божји, неће умрети док не види Месију рођенога од девојке. Када Младенац Исус би донесен Дјевом Маријом у храм јерусалимски, Дух Божји то јави Симеону, који беше веома стар и бео као лабуд. Симеон брзо оде у храм и у храму познаде и Дјеву и Младенца по светлости што зрачаше око глава њихових као ореол. Радостан старац узе Христа на руке своје и замоли Бога: „Сад отпушташ у миру слугу својега, Господе, по ријечи својој; јер видјеше очи моје спасење Твоје“ (Лк 2, 29-30). Ту се десила и Ана пророчица, кћи Фануилова, која и сама познаде Месију и објави Га народу. Ани је тада било осамдесет четири године. Ускоро по том престави се свети Симеон. Овај праведни старац Симеон сматра се заштитником мале деце.